# محتسب (ما بعد الاتحاد السوفيتي)
المحتسب أو المحتسبات هي تقسيم إقليمي إسلامي يُشرف عليه محتسب ويتبع مباشرة للقاضي والقاضية؛ وهو تقسيم في البلاد الإسلامية التي كانت تحت حكم الاتحاد السوفيتي.
وبما أن الإسلام السني لا ينص على أي تسلسل هرمي رسمي أو كهنوت، فإن المحتسبات موجودات بشكل أساسي في المنظمات الإسلامية في أوروبا الشرقية وآسيا الوسطى، وخاصة في البلدان التي كانت جزءًا من الاتحاد السوفييتي السابق.
في الأصل، كان المحتسب هو المسؤول العثماني المكلف بالإشراف على الأوزان والمقاييس الصحيحة في الأسواق بالإضافة إلى السلوك الصحيح لبعض الشعائر. اليوم، المحتسبات هي منطقة تحتوي على العديد من المحلات أو الجماعات. وتقع المؤسسات الدينية والمدارس الإسلامية الرعوية تحت إشراف المحتسبات بشكل مباشر.

## طالع أيضًا
- المفتي
- مفتي الاتحاد السوفيتي
- قاضي
- قاضي الاتحاد السوفيتي
- محلة
- محتسب